# 大唐嵩阳观纪圣德感应之颂碑
大唐嵩阳观纪圣德感应之颂碑位于中华人民共和国河南省登封市嵩阳书院大门外西侧，是河南现存最大的石碑，2001年被列为第五批全国重点文物保护单位。
嵩阳书院始建于北魏太和八年（484年），原为佛寺，后改为道观，宋代改为书院，是中国古代著名书院之一。大唐嵩阳观纪圣德感应之颂碑立于唐天宝三年（744年），有基座、碑身、碑额、云盘、碑首五部分组成，高9.02米，宽2.04米，厚1.05米，重达82吨。碑文由裴迥篆额，李林甫撰文，徐浩书丹，记述了嵩阳观道士孙太冲为唐玄宗炼丹的故事。

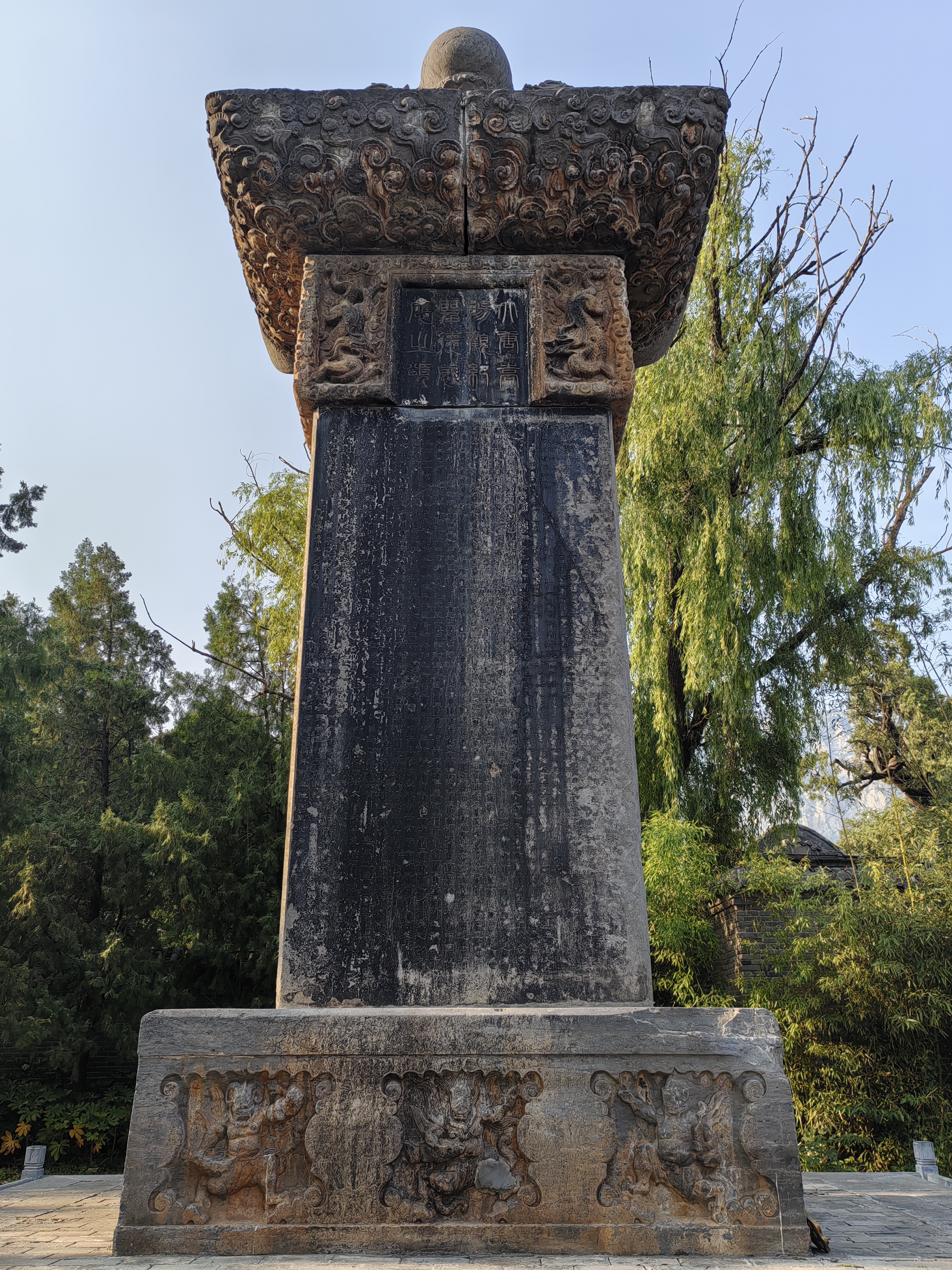
碑正面
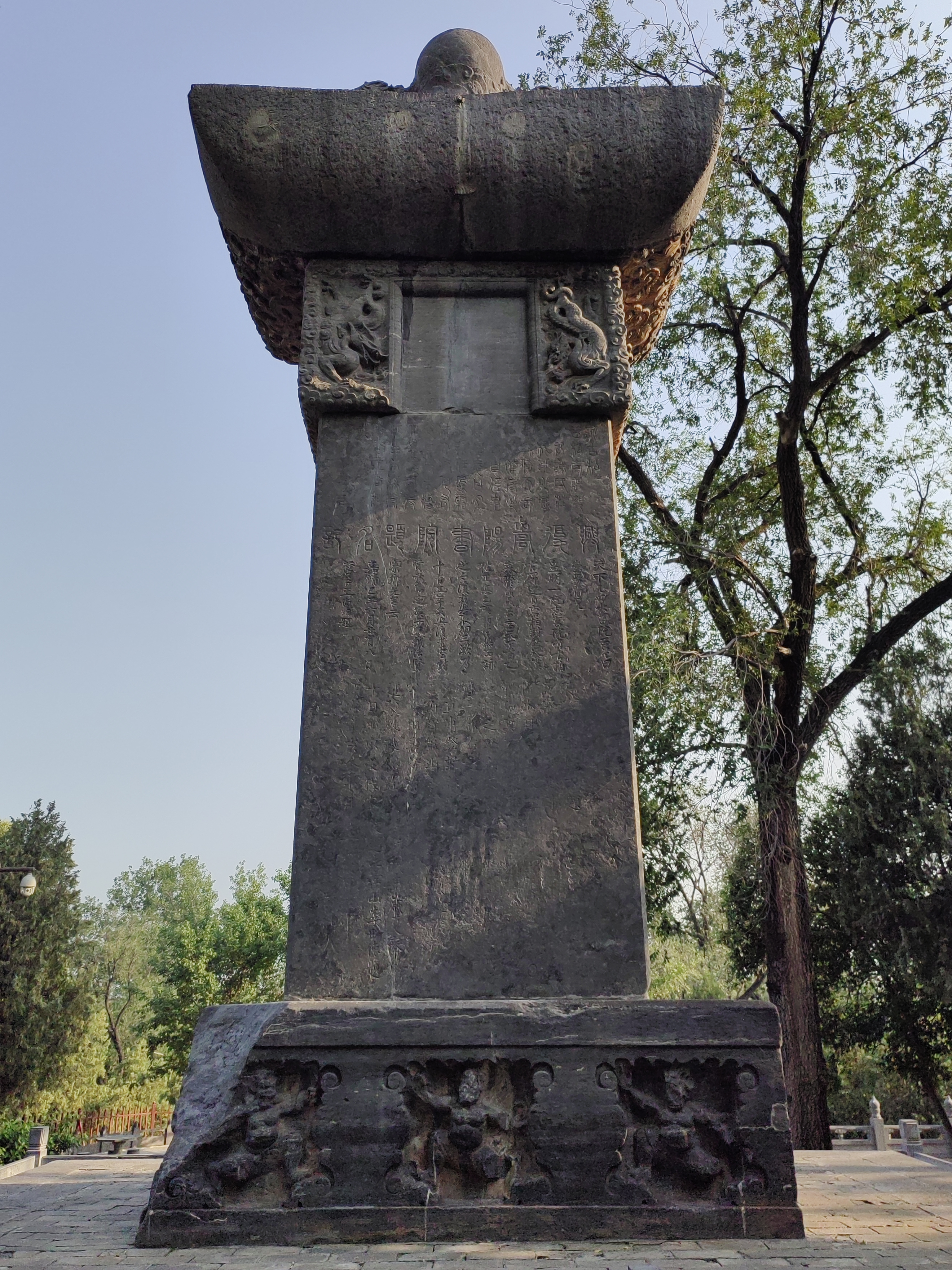
碑背面的興復嵩陽書院題名記